# Urga (Cazin)
Urga falu Bosznia-Hercegovinában, a Bosznia-hercegovinai Föderáció Una-Szanai kantonjában.

## Fekvése
Bosznia-Hercegovina északnyugati részén, Bihácstól légvonalban 22, közúton 28 km-re északra, Cazintól légvonalban 11, közúton 17 km-re nyugatra, a Korana jobb partjának közelében levő dombvidéken fekszik. Házainak zöme a domdhátakon vezető utak mentén sorakozik.

## Népessége
| Nemzetiségi csoport | Népesség 1991 | Népesség 2013 |
| ------------------- | ------------- | ------------- |
| Szerb               | 3             | 1             |
| Bosnyák             | 2126          | 1725          |
| Horvát              | 2             | 5             |
| Jugoszláv           | 1             | 0             |
| Egyéb               | 5             | 41            |
| Összesen            | 2137          | 1772          |

## Története
Urga muszlim falu, mely a közeli Terzsác várának közvetlen közelében, valószínűleg a vár szolgálófalujaként keletkezett. Az itteni közösség a szomszédos Ćehići, Tržačka Raštela, Mešići és Crnaja falvakkal együtt a tržaci muszlim gyülekezethez tartozik. A mecset szintén Tržacon található.